# Hayami-gun

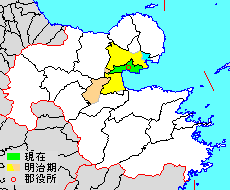
Meiji-Zeitliche Ausdehnung von Hayami (gelb/orange/grün) und spätere vorübergehende Gebietsgewinne (cyan) in Ōita (weiß) mit Gemeindegrenzen des 3. Jahrtausends (schwarz), heute verbliebener Rest grün

Hayami (japanisch 速見郡 Hayami-gun, vormoderne Lesung Hayami no kōri) ist ein Kreis (-gun/kōri) der modernen japanischen Präfektur (-ken) Ōita und der antiken Provinz Bungo in Saikaidō. Seit 2005 besteht er nur noch aus einer einzigen Gemeinde, der Stadt (-machi) Hiji. Damit hat er eine Einwohnerzahl von 27.887 (Stand: 1. März 2021) auf einer Fläche von 73,26 km² (Stand: 1. Januar 2023). Sein ursprüngliches Gebiet umfasste den Großteil der heutigen kreisfreien Städte (-shi) Beppu und Kitsuki sowie Teile von Yufu und Usa.
Bei der Einführung der heutigen Gemeindeformen 1889 umfasste Hayami zunächst 23 Gemeinden: zwei Städte und 21 Dörfer. 1899 wurde das Dorf Yunohi im Südwesten an den Kreis Ōita transferiert. 1933 gewann der Kreis durch die Eingemeindung des Dorfes Ōuchi aus dem Kreis Ost-Kunisaki nach Kitsuki im Nordosten Territorium. Beginnend mit der Gründung von Beppu-shi 1924 verlor der Hayami-gun im 20. Jahrhundert den Großteil seines Gebiets an kreisfreie Städte. Nach der großen Shōwa-Gebietsreform der 1950er Jahre waren nur noch die Städte Hiji und Yamaga übrig. Letztere wurde im Zuge der großen Heisei-Gebietsreform 2005 nach Kitsuki-shi eingemeindet.